# Zum Elefanten

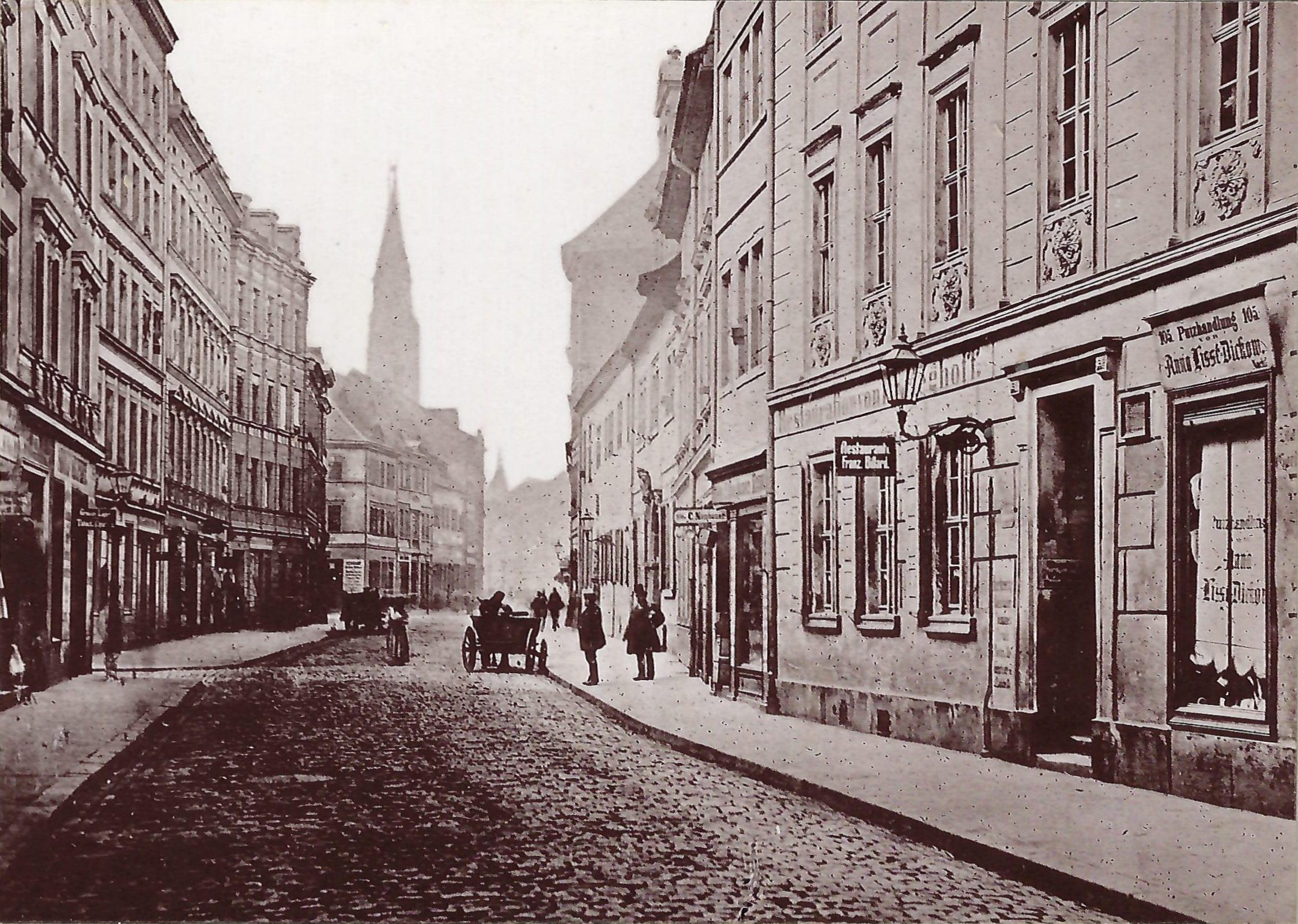
Haus Zum Elefanten (rechts), vor 1886; im Hintergrund die Katharinenkirche

Das Haus Zum Elefanten, auch Zum kleinen Elefanten, war ein historisches Wohn- und Geschäftshaus in Magdeburg im heutigen Sachsen-Anhalt.

## Lage
Das Gebäude befand sich in der Magdeburger Altstadt auf der Westseite des Breiten Wegs an dessen nördlichem Ende, an der ehemaligen Adresse Breiter Weg 105. Nördlich lag das Krökentor.
Heute befindet sich der ehemalige Standort des Hauses in etwa östlich vor dem Theater Magdeburg.

## Geschichte und Architektur
Das Brauhaus gehörte im Jahr 1631 Hans Winter, dessen Tochter Katharine in der Zeit vor 1643 den Brauer Hans Schmidt heiratete. Schmidt verkaufte das wohl im Zuge der Zerstörung Magdeburgs im Jahr 1631 leere Grundstück  im Jahr 1648 für 315 Taler an den Schneider Hans Seedorf. Er bebaute das Grundstück 1650 neu. Zuletzt wurde er im Jahr 1654 erwähnt. 1667 gehörte das Anwesen Hans Hellwig, 1678 dann Ernst Kramer junior, der in der Zeit bis 1683 jedoch verstarb. 1690 war Johann Thomas Krahmer Eigentümer, dem das Haus bis 1744 gehörte.

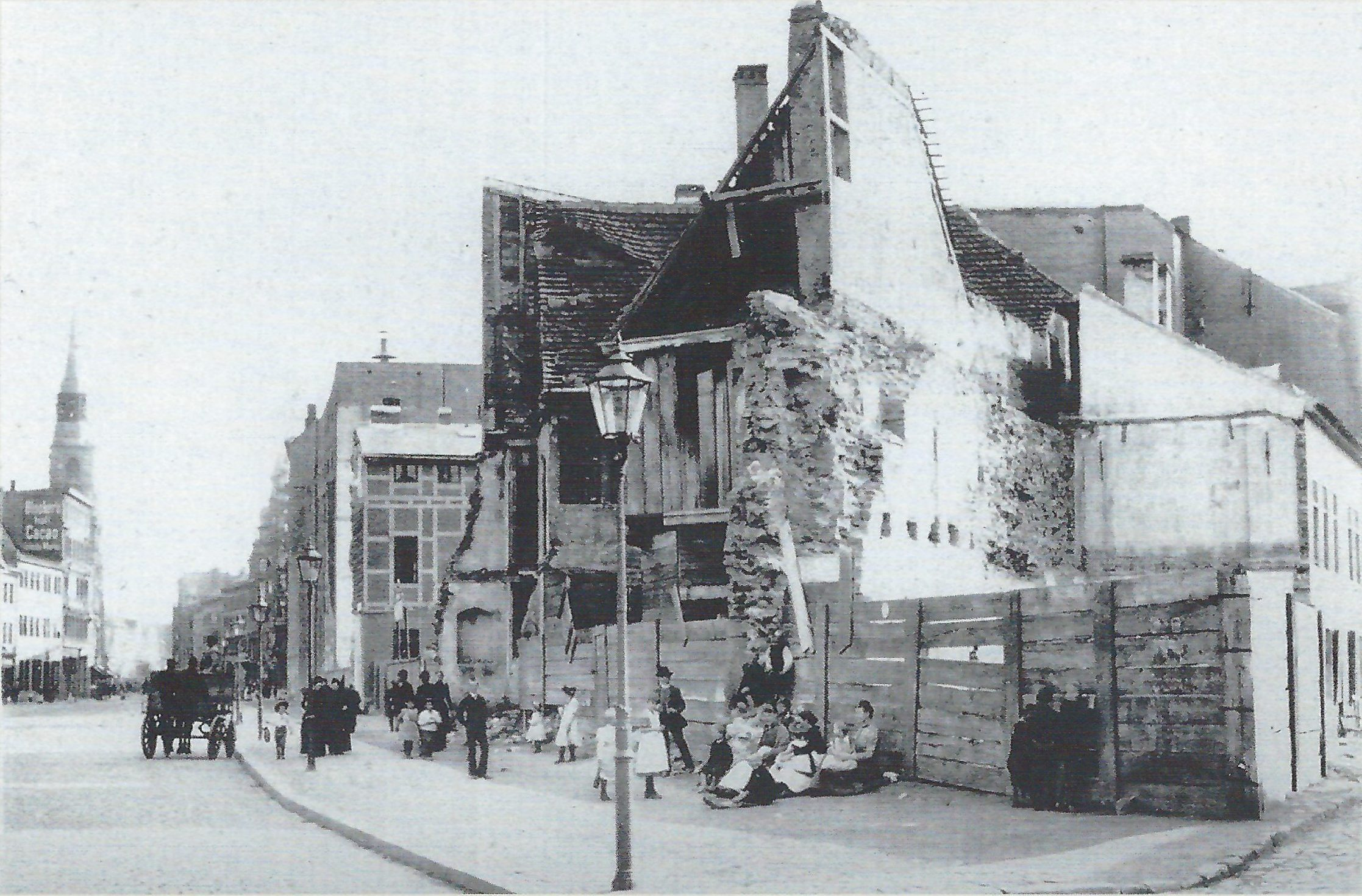
Westliche Seite des nördlichsten Teils des Breiten Wegs nach dem Abriss des Krökentors, Anfang der 1890er Jahre

Späterer Eigentümer war Schreck (1803) und 1834 der Maurerpolier Paul. Im Jahr 1845 wurde Waltenberg sowie 1870 der Schornsteinfegermeister Behrendt genannt. 1881 und 1886 wurde der Fabrikant Christian Reinecke als Eigentümer geführt. 1886 wurde eine Straßenerweiterung des hier sehr engen Breiten Wegs geplant. Zu diesem Zeitpunkt war das dreigeschossige Gebäude zum Teil in massiver Bauweise, zum Teil in Fachwerk mit ausgemauerten Gefachen ausgeführt. Das Grundstück hatte eine Größe von 396 m.
In den Jahren 1888 und 1894 wurde als neuer Eigentümer der Premierleutnant a. D. Richard Faber genannt. 1904/1905 wurden die noch vorhandenen Restgebäude abgerissen. 1907 wurde etwas westlich hiervon das Centraltheater eröffnet.